# Toestandsdiagram
Een toestandsdiagram geeft de verschillende mogelijke toestanden van een systeem weer.

## Voorbeelden

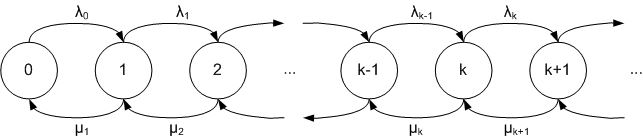
Toestandsdiagram van een algemeen geboorte- en sterfteproces

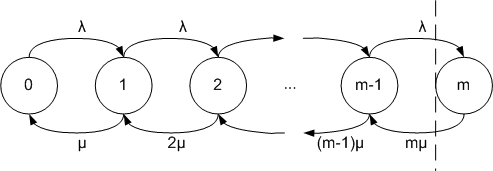
Toestandsdiagram van een M/M/m/m-wachtlijnsysteem

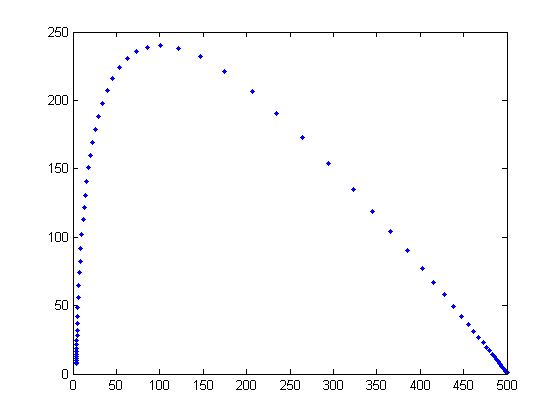
Toestandsdiagram voor het SIR-model